# Vi Burnside
Viola May „Vi“ Burnside (* 19. April 1915 in Lancaster (Pennsylvania); † 8. Dezember 1964 in Washington, D.C.) war eine US-amerikanische Tenorsaxophonistin des Swing.
Burnside war eine Klassenkameradin von Sonny Rollins auf der High School. Sie ging in New York City aufs Konservatorium, spielte bei den Dixie Rhythm Girls und ab 1938 bei den Harlem Playgirls. Anschließend gehörte sie bis Mitte der 1940er Jahre den International Sweethearts of Rhythm an, ebenfalls als eine der Hauptsolistinnen. Danach hatte sie keine Probleme weitere Engagements zu finden und setzte ihre Karriere als Leiterin kleinerer Combos bis in die 1950er-Jahre fort. Im Anschluss an die Sweethearts spielte sie Ende der 1940er und Anfang der 1950er Jahre auch in deren Neuauflage unter Anna Mae Winburn und leitete gleichzeitig ein eigenes Quintett mit den Trompetern Norma Carson und Flo Dreyer (sowie Pauline Brady am Schlagzeug und Edna Smith am Bass). Ebenfalls Anfang der 1950er leitete sie das Burnside Orchestra und nahm ein Album für Abbey auf (Burnside Beat). Schließlich ließ sie sich in Washington, D.C. nieder, trat noch kurz vor ihrem Tod in einem Jazzfestival auf und spielte eine aktive Rolle in der lokalen Musikergewerkschaft.
Sie hatte einen großen Einfluss als Vorbild für farbige Jazzmusikerinnen (wie Willene Barton) und ihr kraftvolles Tenorspiel in der Art von Ben Webster und Coleman Hawkins wurde allgemein bewundert.
Sie liegt in ihrer Heimatstadt Lancaster begraben.